# Campanha de Marco Antônio em Atropatena
A Campanha de Marco Antônio em Atropatena foi uma campanha, parte da chamada Campanha parta de Marco Antônio, realizada entre os anos de 36 e 35 a.C. pelo triúnviro Marco Antônio na Média Atropatena como prelúdio de uma planejada invasão ao Império Parta depois das vitórias de seu general Públio Ventídio Basso entre 40 e 38 a.C.. e da retomada de Jerusalém em 37 a.C. Um tremendo feito de organização, logística e estratégia militar, a invasão terminou sem conseguir nenhum resultado prático. Depois de marchar quase dois mil quilômetros com o maior exército já visto na região, Marco Antônio foi obrigado a se retirar da Média, o que ele fez de forma brilhante, sem conquistar nada.

## Preparativos e planos da campanha
Marco Antônio havia encerrado rapidamente o cerco de Samósata principalmente por que acreditava que não podia perder mais tempo no oriente. Ele seguiu de lá para Atenas à caminho da Itália, onde a situação permanecia confusa por causa da guerra contra Sexto Pompeu. Seus melhores aliados assumiram o comando no oriente e conseguiram várias vitórias, explorando as vantagens obtidas por Ventídio Basso nos anos anteriores. Caio Sósio, o novo governador da Síria, marchou com dez legiões para a Judeia para enfrentar Antígono II e, em julho de 37 a.C., cercou e conquistou Jerusalém; Públio Canídio Crasso invadiu o Reino da Armênia com outras seis legiões e, no mesmo ano, derrotou os ibéricos e albaneses do Cáucaso, conquistando uma importante posição estratégica para os planos de Marco Antônio.
Em 38 a.C., Otaviano, empenhado em sua difícil guerra naval contra Sexto Pompeu, convidou Marco Antônio a retornar para a Itália para ajudá-lo. Depois de alguns contratempos, os dois se encontraram com seus principais aliados em Taranto na primavera de 37 a.C.. Aparentemente por causa da intervenção de Otávia, irmão de Otaviano e esposa de Marco Antônio, os dois concordaram em estender o Segundo Triunvirato até 33 a.C.. Além disto, Marco Antônio prometeu enviar 120 navios para ajudar na guerra contra Pompeu e Otaviano, em troca, prometeu enviar 20 000 legionários para reforçar o exército da Ásia. Otaviano não enviou os legionários prometidos.</ref>. Marco Antônio retornou rapidamente para o oriente, mas estava desiludido e irritado com Otaviano e com Otávia, que foi enviada de volta a Roma. Ele chegou à Síria e seguiu para Antioquia, para onde ele ordenou que Caio Fonteio Capitão levasse Cleópatra, com quem passou o inverno de 37-36 a.C.. Foi ali que Marco Antônio finalmente decidiu empreender uma grande campanha contra os partas em 36 a.C.. Ele passou alguns meses com sua amante egípcia e aproveitou o tempo para consolidar o domínio romano no oriente, devastado pelas invasões partas em 40 e 38 a.C..
Seus atos neste período foram bastante eficientes. Os monarcas de Comagena e da Capadócia, que haviam se bandeado para o lado dos partas, foram destituídos, e Deiotaro, tetrarca do Reino da Galácia, havia morrido em 40 a.C.. Marco Antônio decidiu em primeiro lugar acabar com a província da Cilícia e subdividir o território entre as províncias da Ásia, Síria e Bitínia.; alguns autores, com base em fontes obscuras, teriam se casado no inverno de 37-36 a.C. e teriam arquitetado planos grandiosos de expansão para um novo oriente helenizado. De fato, Marco Antônio assumiu enfaticamente muitas atitudes consideradas "orientais", aparecendo em roupas orientais, proclamando sua suposta descendência do deus Dioniso e revelando sua disposição de assumir os povos orientais em seus novos domínios, mas, como enfatiza o historiador Ronald Syme, ele continuou e ampliou uma política oriental concebida e parcialmente implementada por Pompeu e, especialmente, por Júlio César. Syme também minimiza a suposta sujeição de Antônio a Cleópatra e defende que o triúnviro estava mais interessado nas riquezas do Egito do que em sua rainha, indispensáveis para sua campanha.
Marco Antônio pretendia, sobretudo, vingar, com uma grande campanha no oriente, a catástrofe da Batalha de Carras, consolidando o poderio romano e estendendo o círculo de influência da República por meio de uma nova rede de reinos clientes dependentes de Roma para proteção; provavelmente ele não pretendia organizar novas províncias romanas. O plano de Marco Antônio revivia todo o plano estratégico de Júlio César]], ao qual provavelmente ele teve acesso imediatamente depois do assassinato do ditador. Um avanço direto através do deserto em direção ao oriente a partir do Eufrates parecia arriscado dada a habilidade e mobilidade da cavalaria parta e havia o risco de se repetir o desastre de Crasso. Mesmo se as legiões conseguissem chegar até Ctesifonte, elas ali estariam isoladas em pleno deserto sem uma linha sólida de reabastecimento. Por isto, Marco Antônio decidiu realizar antes uma longa marcha com suas legiões através da Armênia do rei Artavasdes II, que era um amigo e aliado, para juntar-se ao exército de Públio Canídio, que vinha do Cáucaso, para só depois invadir o Império Parta a partir do noroeste atravessando a Média Atropatena.

## Marcha até a Armênia

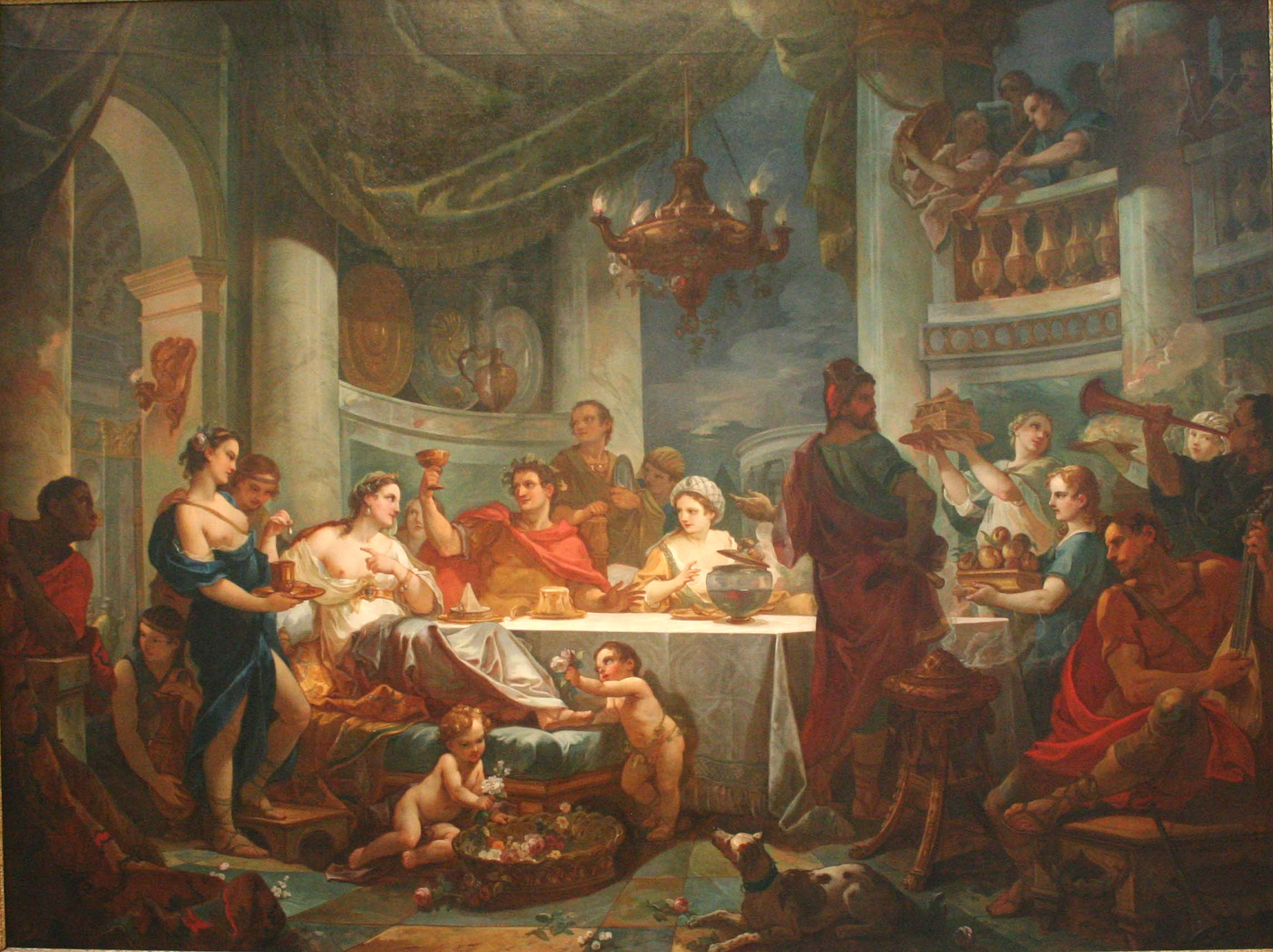
"Marco Antônio e Cleópatra"
1754. Por Charles-Joseph Natoire, no Musée des Beaux-Arts de Nîmes, França.

A invasão parecia fadada ao sucesso pelos sinais de desintegração e conflito dentro do próprio Império Parta. A morte de Orodes II e a ascensão ao trono de seu filho (e assassino) Fraates IV ocorreu em meio a disputas e conflitos entre os vários dignitários do Império. Em particular, o nobre Monese havia partido para exílio e se refugiou com Marco Antônio, a quem prometeu ajudar no caso de uma invasão ao Império Parta, que ele descreveu como fraco e desorganizado. Segundo ele, a conquista do reino de Fraates IV era uma possibilidade real. Marco Antônio, satisfeito, nomeou-o governante de três cidades e prometeu-lhe a coroa parta no caso de uma vitória romana.
Fraates IV pareceu intimidade e tentou convencer Monese a voltar para o lado dos partas com propostas cada vez mais tentadoras; ele de fato parecia estar pronto a aceitá-las quando Marco Antônio decidiu explorar a situação para enganar Fraates com uma aparente condescendência. Ele fingiu libertar Monese e o encarregou de apresentar ao rei uma proposta de paz pela qual ele aceitaria apenas a restituição dos estandartes capturados em Carras e a libertação de todos os prisioneiros romanos. Marco Antônio pretendia enganar e tranquilizar Fraates enquanto ele, decidido pela invasão, completava seus preparativos para a guerra.
Marco Antônio, acompanhado de Cleópatra, marchou com dez legiões até a margem do Eufrates perto de Zeugma com o objetivo de atravessar o rio e marchar pelo deserto em direção a Ctesifonte; na realidade, ele deixou apenas uma fraca guarnição ali e, assim que Cleópatra partiu, partiu para sua grande marcha de contorno que o levaria ao coração do território parta depois de percorrer mais de 1 900 quilômetros. Antônio acreditava que, uma vez capturada a Média, ele conseguiria, já no ano seguinte, marchar pelo do Tigre até Ctesifonte, a capital parta. Partindo de Zeugma em março de 36 a.C., Marco Antônio atravessou, com as dez legiões, os montes Tauro e chegou em Melitene. Em primeiro de junho, estava em Satala.
No final de junho de 36 a.C., Marco Antônio chegou com seu exército na Armênia e concentrou sua tropa na moderna planície de Erzurum onde encontrou-se com Públio Canídio Crasso, que, com outras seis legiões, vinha de uma vitoriosa campanha pelo Cáucaso. Ali Marco Antônio reagrupou suas forças e terminou os preparativos para sua invasão. Plutarco criticou seu comportamento e suas decisões, pois, segundo ele, prisioneiro da influência de Cleópatra e ansioso para retornar rapidamente para o Egito, Marco Antônio não consolidou sua posição na Armênia e não esperou pela primavera seguinte para iniciar a invasão da Média Atropatena. Ao invés disto, continua Plutarco, preferiu começar uma campanha militar muito difícil quando já estava avançada a estação das campanhas (que ia da primavera até meados do outono).
Marco Antônio passou em revista sua frota e os contingentes aliados acampados em Erzurum e decidiu avançar de imediato até a fronteira da Média com o exército dividido em duas colunas: ele assumiu pessoalmente o comando do grosso das legiões veteranas e seguiu por uma rota mais curta, mas mais difícil; os destacamentos aliados, as armas de cerco carregadas em 300 carroças e duas legiões lideradas por Ópio Estaciano seguiram por uma rota mais longa e mais fácil pelo vale do rio Arasse. Marco Antônio, deixando a Armênia para invadir a Média, não se preocupou em organizar um sistema de guarnições para preservar e defender sua retaguarda e controlar os armênios; ele provavelmente não tinha forças à disposição para estas tarefas defensivas, o que, do ponto de vista estratégico, foi um grave erro; o rei Artavasdes II se viu em condições de recuperar sua autonomia abandonando a aliança romana.

### Forças
O exército reunido por Marco Antônio para sua campanha foi um dos maiores da Antiguidade, com mais de 100 000 homens incluindo os contingentes aliados, o maior exército romano jamais reunido na Ásia. Plutarco apresentou uma descrição detalhada:
| “ | Os reis aliados eram muitos, mas o maior de todos era Artavasdes II, rei da Armênia, que forneceu 6 000 cavaleiros e 7 000 infantes. Ali Antônio passou em revista suas tropas. Eram 60 000 legionários romanos, além da cavalaria, formada por 10 000 iberos e celtas; de outras nações eram 30 000 soldados, contando a cavalaria e a infantaria ligeira | ” |
|   | — Plutarco, Vidas Paralelas, Vida de Antônio XXXVII. |   |

Com base nos dados de Plutarco e de outras fontes, os autores modernos concluíram que Marco Antônio dispunha de dezesseis legiões com cerca de 50 000 legionários e 10 000 cavaleiros predominantemente celtas e iberos; entre os aliados, especialmente os armênios, estavam 16 000 ótimos cavaleiros treinados para o combate segundo as táticas partas; no total, os aliados contribuíram com 30 000 homens. Nessa fase da campanha, a corte de Marco Antônio contava com diversos soberanos locais submetidos por ele; em Erzurum estavam Artavasdes II, rei da Armênia, Farnabazo da Ibéria e Zobere da Albânia, os monarcas do Cáucaso derrotados por Canídio Crasso, Polemão do Ponto e Amintas da Galácia. Com base nas fontes antigas, Polemão e Artavasdes participaram pessoalmente da primeira fase da invasão.
Apesar de Plutarco ter citado, nos capítulos dedicados à campanha, apenas a Legio III, o historiador britânico Lawrence Keppie identificou algumas das legiões que participaram da campanha: Legio I, Legio XXIII, VI Ferrata, X Equestris, V Alaudae, Legio XII Antiqua, Legio XVII, Legio XVIII, III Cyrenaica e Legio IIII.
A notícia da formação deste grande exército romano nos confins orientais impressionaram os soberanos e povos da Ásia; os temores chegaram até a Báctria e a Índia. Plutarco cita os rumores, mas depois critica Marco Antônio afirmando que, segundo a tradição historiográfica antiga, que ele queria retornar já no próximo inverno ao Egito de Cleópatra e, por isso, havia organizado a expedição de modo confuso e ineficiente. Na realidade, ele se preocupou em consolidar antes a posição romana e levou consigo, além do fiel Públio Canídio, outros de seus generais, como Marco Tício, Cneu Domício Enobarbo, Lúcio Munácio Planco e Quinto Délio. Apesar disto, manteve o controle do oriente, deixando o comando da província da Síria com Caio Sósio, o conquistador de Jerusalém, e da Ásia com Caio Fúrnio.
As fontes antigas não descrevem em detalhes o exército dos partas amealhado para enfrentar a gigantesco expedição de Marco Antônio e não fornecem dados quantitativos precisos; dos textos de Plutarco e Dião Cássio é possível, porém, inferir que uma forte guarnição de soldados da Média defendeu a fortaleza de Fraaspa e que Fraates IV empregou todo o seu exército para impedir Marco Antônio, constituído sobretudo por uma cavalaria ligeira de arqueiros montados e da famosa cavalaria pesada, os catafractários. Durante o auge da retirada romana, Plutarco conta que outros 40 000 cavaleiros partas, que constituíam a guarda pessoal do rei, também participaram do combate.

## Invasão da Média Atropatena

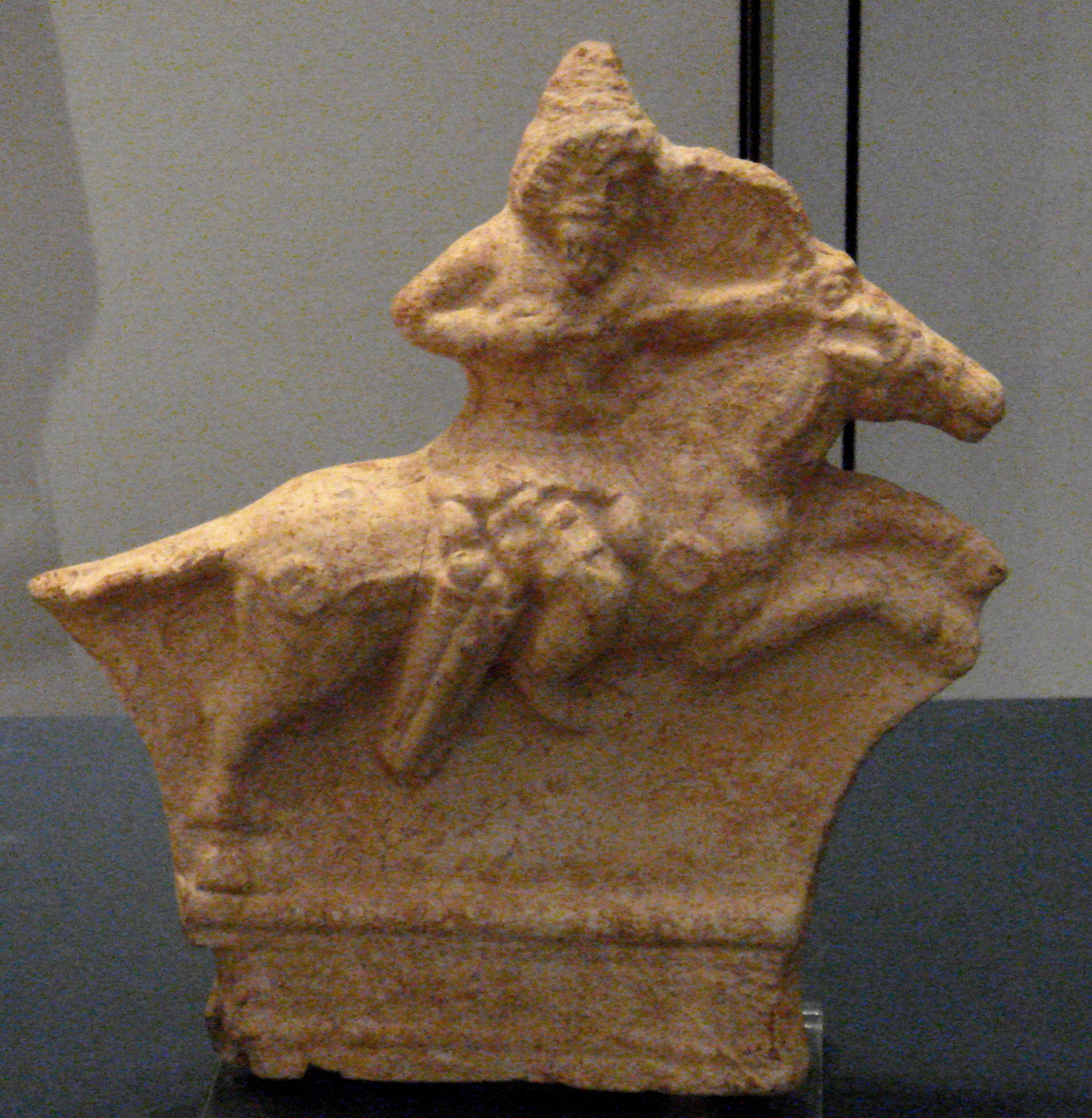
Um arqueiro montado parta

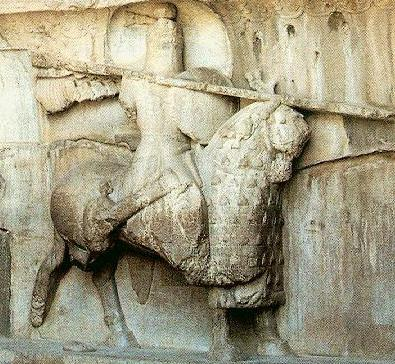
Possível representação de um catafractário, a famosa cavalaria pesada parta

Marco Antônio chegou com a força principal das legiões à fronteira da Média Atropatena no final de julho de 36 a.C.; a coluna com as armas de cerco liderada por Ópio Estaciana se atrasou. Os equipamentos levados por ela, porém, eram essenciais — entre eles, um aríete com oitenta pés, uma arma insubstituível. Apesar disto, Marco Antônio decidiu não esperar e avançou com suas legiões. Apesar da crítica de Plutarco, é provável que, na verdade, Marco Antônio tenha recebido informações de que o rei da Média, Artavasdes I, e o rei parta, Fraates IV, estavam muito distantes e que a capital, Fraaspa, estava praticamente indefesa; com base nisto, ele acreditava que uma corajosa marcha direta até lá permitiria que a cidade fosse tomada de assalto. Marco Antônio então marchou rapidamente com suas legiões e, depois de uma marcha forçada de 400 quilômetros, chegou até Fraaspa no final de Agosto sem encontrar resistência; a coluna com as armas de cerco e as duas legiões de Ópio Estaciano ficou isolada.
Contudo, Marco Antônio logo se viu em dificuldades, pois se viu na posição de realizar um cerco a uma fortaleza bem armada que era defendida ferozmente por sua guarnição, que contava com poderosas muralhas e que estava defendendo a esposa e os filhos do rei da Média Atropatena. Sem suas armas de cerco, que estavam com a segunda coluna, Marco Antônio não conseguiu realizar as obras de terraplanagem e nem o fosso de circunvalação, o que fez com que as operações prosseguissem lentamente e sem resultados. Fraates aproveitou este tempo para movimentar seu exército; ele soube da presença da coluna de Ópio Estaciano, que prosseguia isolada com materiais e armas de cerco, e decidiu contornar Fraates para não ter que enfrentar Marco Antônio antes de atacar a lenta coluna de Estaciano.
Segundo o relato de Plutarco, os cavaleiros de Fraates surpreenderam e cercaram completamente a coluna de Estaciano; todos os homens foram mortos, incluindo Estaciano, e todas as armas foram destruída, um total de duas legiões completas. Entre os prisioneiros estava o rei do Ponto, Polemão I, que seguia com sua corte com esta coluna. Este desastre para os romanos aconteceu perto da cidade Gazaca, mas os fatos precisos são obscuros; conta-se, por exemplo, que teria havido uma traição do rei Artavasdes, que não participou da batalha com sua experiente cavalaria, e que a infantaria pôntica teria atuado com pouca eficiência.
Este desastre, irreparável, teve grande influência sobre o resto da campanha parta. Artavasdes II, que já era pouco confiável e reticente, decidiu subitamente abandonar o acampamento de Marco Antônio e voltou para casa com toda sua cavalaria, que, treinada segundo as táticas partas, era muito importante para os romanos. Marco Antônio ainda tentou correr para ajudar Estaciano, mas, quando chegou com seu exército ao local da batalha, a coluna inteira e as armas de cerco já estavam haviam sido destruídas e o inimigo já não estava mais lá; apesar da dolorosa derrota, que derrubou o moral dos legionários, Marco Antônio não desistiu e retomou, com energia máxima, o cerco de Fraaspas, mesmo sem as armas de cerco.
Marco Antônio estava decidido a continuar e esperava conseguir obrigar os partas a lutarem uma batalha decisiva na qual suas veteranas legiões teriam a chance de destruir completamente o exército inimigo. Os partas, por sua vez, retomaram sua tática clássica baseada em incursões repentinas de cavalaria e em emboscadas de contingentes inimigos menores seguidas de uma rápida retirada; mesmo as forças cercadas demonstraram agressividade e uma forte animação, e passaram a incomodar os romanos com sortidas frequentes. Marco Antônio passou a temer que estes repetidos fracassos minassem o moral de seus legionários e tentou encontrar um campo de batalha apropriado. Finalmente, ele decidiu marchar com dez legiões, três coortes pretorianas e toda a cavalaria para longe da cidade com a missão de buscar suprimentos na esperança de atrair os partas. Depois de um dia de marcha, o exército parta apareceu em campo aberto, aparentemente decidido a destruir os romanos e a repetir a Batalha de Carras; Marco Antônio estava preparado e decidiu lutar. Ele aprontou os fundeiros e a cavalaria e comandou que as legiões marchassem em formação apertada. Os legionários avançaram em massa, de forma ordenada e disciplinada, o que impressionou e intimidou os partas, que sofreram ainda com os fundeiros e com um ataque surpresa da cavalaria romana. Os partas não tiveram tempo de movimentar os arqueiros montados, mas os catafractários, a cavalaria pesada parta, resistiram à carga da cavalaria. A intervenção dos legionários foi decisiva; os legionários marcharam em formação serrada, assustando os cavalos partas e todo a cavalaria de Fraates foi posta em fuga.
Marco Antônio acreditava de ter obtido uma vitória decisiva e ordenou que o inimigo fosse perseguido, esperando assim acabar com a guerra com uma vitória decisiva, mas seu sucesso se revelou estéril e a perseguição atingiu resultados modestos. As legiões seguiram por quase dez quilômetros e a cavalaria, por trinta, mas sem nenhum sucesso importante. A mobilidade do exército parta permitiu uma fuga que deixou apenas oitenta mortos e trinta prisioneiros nas mãos dos romanos. Um grande desânimo se espalhou entre as legiões por causa dos parcos resultados da batalha e Marco Antônio se viu obrigado a levar seu exército inteiro de volta a Fraates, o que aconteceu com grandes dificuldades por causa dos contínuos ataques da cavalaria parta, atuando com eficiência plena. Depois de muito desgaste, os legionários, cansados e deprimidos, conseguiram chegar até o acampamento romano.

### Cerco de Fraaspa
A situação dos romanos também piorou em Fraaspa, onde as tropas que ainda estavam cercando a cidade sofreram vários revezes por causa das cada vez mais enérgicas sortidas da guarnição; Marco Antônio retornou para o acampamento com as legiões, ficou extremamente irritado e tomou uma medida drásticas para reforçar a disciplina: dizimou as unidades responsáveis pela derrota. Nas semanas seguintes, os romanos retomaram as operações e Marco Antônio ainda tinha esperança de tomar a cidade prolongado o cerco e demonstrando sua tenacidade e obstinação, mesmo estando ciente das crescentes dificuldades para provisionar suas tropas. Em outubro de 36 a.C., o tempo piorou e a zona rural à volta da cidade não tinha mais capacidade de suprir o exército romano; as operações de provisionamento, realizadas por unidades menores, foram obrigadas a percorrer distâncias cada vez maiores, o que aumentava o perigo e o custo em vidas por causa das frequentes emboscadas armadas pela cavalaria parta. Mas Marco Antônio não desistiu e continuou o cerco; ele acreditava que a disciplina romana iria finalmente prevalecer sobre os "instáveis e emocionais" exércitos orientais.
De fato, as condições do exército parta também pioraram muito e Fraates estava seriamente preocupado com o prolongamento do cerco; suas tropas temiam a chegada do inverno e deram sinais despreparo e falta de combatividade. Ele temia um colapso na disciplina de suas forças se o cerco continuasse por muito tempo e, por conta disto, decidiu enganar os romanos simulando acomodação e falta de vontade lutar. Fraates enviou embaixadas com propostas de negociação e trégua. Marco Antônio desconfiou de um ardil e pediu mais informações antes de tomar uma decisão, mas acabou, finalmente, sendo convencido por seus informantes da sinceridade das propostas do inimigo e, ciente do cansaço de seus legionários e dos anseios de paz deles, decidiu enviar seus próprios emissários a Fraates propondo uma trégua em troca da devolução dos prisioneiros romanos e dos estandartes capturados em Carras. Com estas demandas, Marco Antônio esperava intimidar Fraates sem parecer ansioso demais para recuar; além do mais, ele acreditava que poderia enganar a população em Roma se gabando de uma grande vitória na qual teria recuperado os troféus perdidos e os sobreviventes da derrota.
Fraates IV recebeu os mensageiros de Marco Antônio com sarcasmo e ameaças; ele prometeu não obstruir uma retirada e aceitou a paz, mas não cedeu a nenhuma das demandas dos romanos. Neste ponto, Marco Antônio percebeu que seria impossível recusar as condições de Fraates, que aparentemente garantia a passagem livre de volta ao território romano. Seria preciso levantar o cerco a Fraaspa e partir de imediato, pois os legionários estavam cansados e queriam voltar para casa; a situação logística do seu exército já era desesperadora e poderia piorar com a chegada do inverno. No final de outubro, Marco Antônio estava decidido a voltar; orgulhoso, ele não comunicou a decisão pessoalmente as tropas e deixou a missão para Domício Enobarbo. Contudo, a popularidade e o prestígio de Marco sofreram um duro golpe com a retirada; os legionários, por sua vez, compreenderam a humilhação e a desilusão de seu comandante e mantiveram sua confiança e fidelidade.
O rei parta havia conseguido enganar Marco Antônio, fingindo consentir com a retirada sem combate dos romanos; na realidade, como já havia acontecido na Batalha de Carras, os partas pretendiam seguir e atacar sistematicamente o exército romanos até destruí-lo completamente no caminho pelo deserto. De fato, confiando nas promessas de Fraates, Marco Antônio planejou inicialmente seguir com seu exército pela estrada plana e desprotegida que havia utilizado em seu avanço inicial e foi graças ao conselho de seus guias locais que ele mudou sua decisão. O guia alertou Marco Antônio do perigo extremo da estrada pelo deserto, que permitiria que a cavalaria parta atacasse em massa os romanos durante a marcha; ele aconselhou que os romanos seguissem a estrada oriental mais curta que passava por um terreno montanhoso, cheio de vilas e florestas; para garantir sua honestidade, ele se voluntariou para seguir junto com os romanos. Marco Antônio decidiu, depois de hesitar por um tempo, seguir o conselho do guia e começou sua retirada pela estrada montanhosa; o exército romano se afastou de Fraaspa deixando para trás todas as armas de cerco recém-construídas, que foram imediatamente capturadas e destruídas pela guarnição.

### Retirada

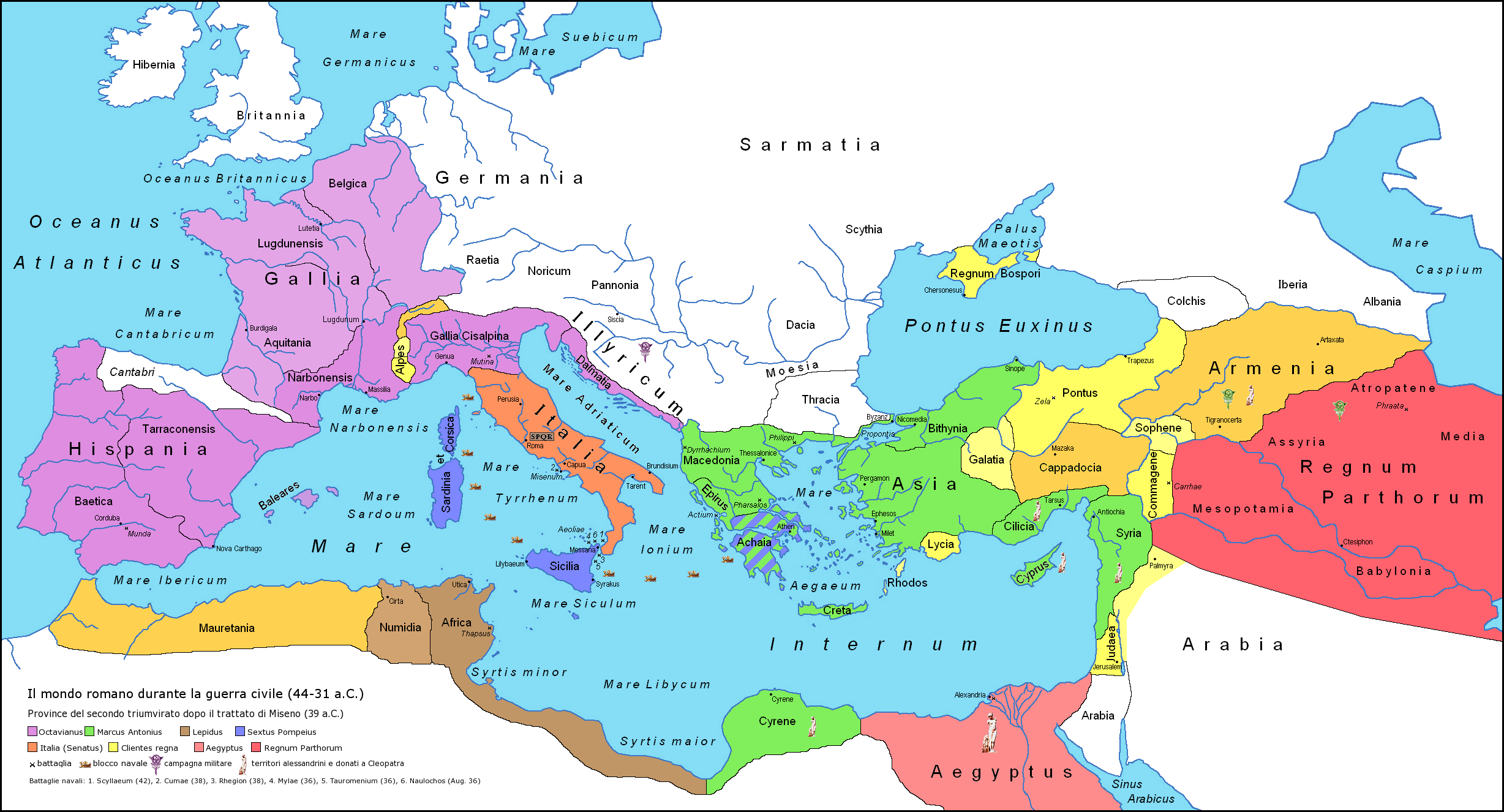
Império Romano e o Império Parta em

Marco Antônio conduziu a longa e difícil retirada romana com grande energia e habilidade; como em outras ocasiões em sua carreira, especialmente durante a Guerra de Mutina, seu talento militar era mais evidente nas situações críticas e foi sobretudo por causa de sua tenacidade e habilidade em manter a coesão e a moral de seus homens que as legiões romanas conseguiram escapar com sucesso evitando perdas significativas, o destino trágio de Crasso em 53 a.C..
Os primeiros dois dias da retirada ao longo da estrada oriental se passaram sem muitas dificuldades e sem nenhuma oposição por parte dos partas; confiante por causa do início favorável da marcha, Marco Antônio acreditou inicialmente que os partas haviam respeitado o acordo, mas já no terceiro dia os romanos encontraram os primeiros problemas; a estrada estava parcialmente alagada com a água de um rio que havia sido desviado propositalmente para atrasar a marcha. Desconfiado, o guia medo alertou Antônio, que ordenou que as tropas entrassem em formação de batalha; os legionários foram reforçados com unidades da infantaria ligeira e fundeiros. Como previsto, a cavalaria parta apareceu em massa e cercou os romanos, mas foi repelida primeiro pela intervenção dos fundeiros e depois por causa de uma carga da cavalaria celta.
Depois deste primeiro combate, Marco Antônio modificou o posicionamento de suas forças na marcha, adotando uma prudente formação quadrada com os fundeiros na retaguarda e nos flancos para proteger as legiões em todas as direções; a cavalaria foi deixada em prontidão para intervir com ordens de não perseguirem os inimigos. Por mais quatro dias, os romanos conseguiram, graças a esta formação compacta, prosseguir sem grandes obstáculos; os partas se mostraram prudentes e temerosos e não atacaram. No quinto dia, por outro lado, a imprudente iniciativa de um tribuno, Flávio Galo, provocou uma grave crise e provocou pesadas perdas entre os romanos. Depois de ter conseguido a autorização de Antônio, Galo atacou os partas com a infantaria ligeira da retaguarda e com parte da cavalaria; depois da vitória, Galo preferiu desobedecer as ordens do legado Marco Tício e não voltou para a formação. Por causa disto, ele foi rapidamente cercado pelos partas e teve que pedir reforços urgentes. As primeiras tentativas de ajudá-lo, comandadas por Públio Canídio de modo pouco coordenado com pequenos grupos sucessivos, tiveram pouco sucesso e as unidades enviadas foram repelidas; os soldados de Galo começaram a recuar de forma desesperada. A intervenção pessoal de Marco Antônio com a Legio III inteira conseguiu salvar a situação e permitiu a retirada de parte das forças cercadas, mas as perdas foram pesadas: 3 000 romanos mortos e 5 000 feridos; o próprio Flávio Galo, ferido por quatro flechas, morreu pouco depois da batalha.
Marco Antônio conseguiu, apesar do progressivo agravamento da situação, manter o moral alto de seus homens; ele se mostrou preocupado com o destino de seus homens, sobretudo do feridos e, com seus modos amigáveis e camaradas, conservou a confiança de todos e assegurou a disciplina mesmo na situação crítica. Os partas, depois da vitória contra Flávio Galo, acreditaram ter quebrado a resistência dos romanos e, durante toda a noite, permaneceram nas vizinhanças do acampamento de prontidão para atacar e saquear se recebessem a ordem. O rei Fraates IV não estava junto das tropas, mas enviou sua guarda pessoal para reforçar o exército; ao amanhecer, outros 40 000 cavaleiros estavam perto do acampamento, mas Marco Antônio conseguiu, com atitude enérgica e discursos enfáticos, exaltar a coragem e a obstinação dos soldados romanos e ordenou que os legionários saíssem do acampamento em formação compacta para enfrentarem o inimigo.
Por causa disto, os partas, que não esperavam resistência nenhuma, foram surpreendidos pelo ataque das legiões romanas e se viram obrigados a recuar sob uma saraivada de projéteis dos fundeiros; apesar disto, quando os legionários desciam a colina, os arqueiros montados partas entraram em ação e miraram na infantaria. Os romanos só conseguiram resistir por causa de seu treinamento; rapidamente as tropas adotaram a formação tartaruga e apresentaram aos partas uma compacta parede de escudos contra as flechas.. Os partas também foram enganados pela posição ajoelhada das primeiras filas da formação tartaruga e acreditaram que os romanos estavam cedendo; por isso, desceram dos cavalos e avançaram para o combate final com espadas. Os legionários romanos, porém, no momento certo, se levantaram e destruíram os partas numa luta corpo-a-corpo; sem escudos, os partas sofreram pesadas perdas. Nos dias seguintes, os romanos continuaram repelindo repetidos assaltos graças ao uso efetivo de suas táticas e manobras.
Apesar dos repetidos sucessos táticos, a situação estratégica do exército romano em retirada continuou a piorar por casa dos contínuos ataques dos partas e sobretudo pela crescente dificuldade de aprovisionamento; os soldados estavam famintos e não dispunham mais do equipamento necessário para moer o pouco trigo que encontravam. Os romanos foram obrigados a comer ervas e raízes; muitos casos de envenenamento foram relatados por causa da ingestão de vegetais venenosos. Marco Antônio estava cada vez mais preocupado com as perdas provocadas pela longa retirada. Na realidade, os partas ficaram desapontados com sua total incapacidade de destruir os romanos e retomaram as negociações falsas com os romanos; Marco Antônio pareceu dar crédito às propostas e decidiu acelerar a marcha, desviando com o exército da estrada pela montanha que não tinha fontes de água descendo para a planície. Marco Antônio finalmente mudou de ideia depois de se aconselhar com Mitrídates, o primo de Monese, que afirmaram que os inimigos estavam aguardando os romanos na estrada da planície. Contrariado, Marco Antônio retomou a marcha pela estrada da montanha ordenando que os soldados marchassem durante a noite levando consigo o pouco de água que tinham.
Os romanos marcharam por 240 estádios (44 quilômetros) durante a noite, mas o partas, que haviam seguido de perto, atacaram a retaguarda romana e provocaram grande confusão; os legionários demonstraram sinais de desespero por causa da falta da fatiga e da falta de água; apesar dos seguidos avisos de Marco Antônio, alguns soldados, desesperados e exaustos, beberam água barrenta e insalubre de um riacho. Depois disto, Marco Antônio preferiu reagrupar primeiro seu exército em um acampamento antes de iniciar a fase final da retirada em direção ao rio Aras, onde, segundo Mitrídates, os partas provavelmente interromperiam a perseguição. Esta última fase foi particularmente dramática; durante uma nova marcha noturna, a expedição pareceu se desintegrar em desordem e confusão, com episódios de indisciplina, saques e pânico; o próprio Marco Antônio cogitou o suicídio para evitar cair vivo nas mãos de seus inimigos. No fim, Marco Antônio não perdeu a coragem e conseguiu reorganizar suas tropas; na manhã seguinte, os romanos repeliram novamente os ataques da cavalaria parta com a formação tartaruga enquanto sua vanguarda finalmente alcançou o rio e permitiu que os romanos finalmente matassem a sede. Marco Antônio executou com habilidade a travessia do rio e os partas, surpresos pela resistência dos romanos, desistiram da perseguição.
Depois de cruzarem o rio, os romanos reentraram na Armênia. Os soldados demonstraram grande entusiasmo e felicidade por terem se salvado de uma retirada que lembrava a de Xenofonte e seus dez mil mercenários gregos. Os partas permaneceram na Média, o que permitiu que Marco Antônio reagrupasse suas forças.

## Final da campanha parta

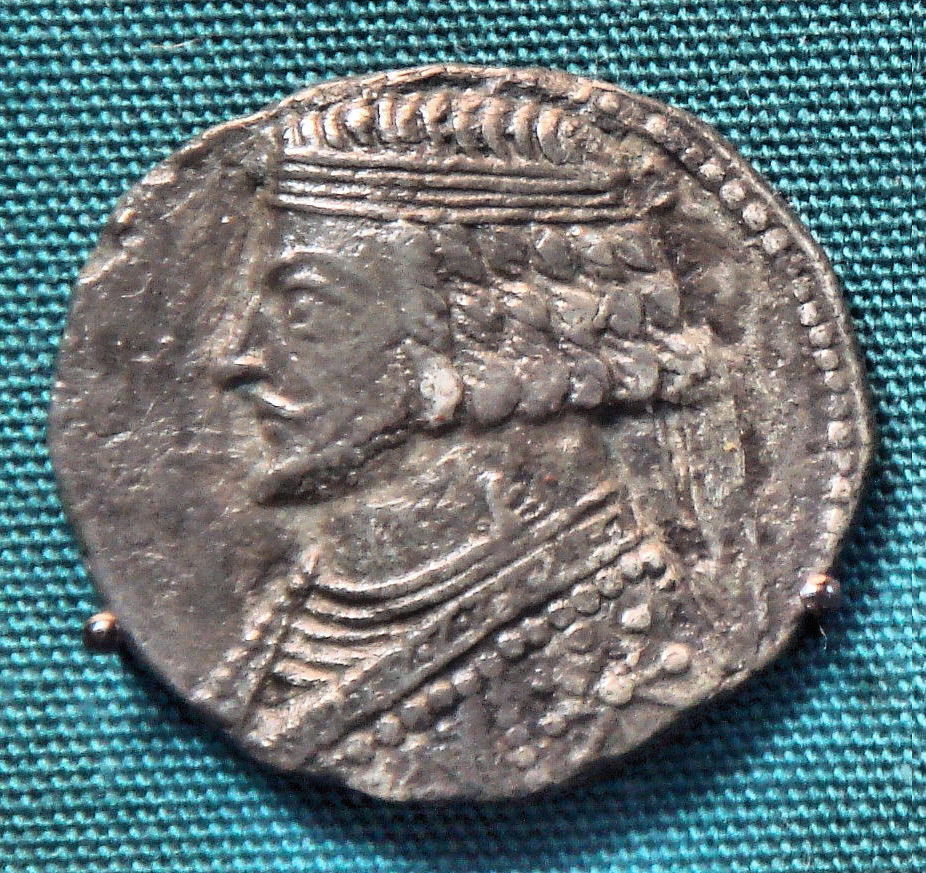
Fraates IV da Pártia

A ambiciosa invasão do Império Parta planejada por Marco Antônio fracassou, mas ele havia conseguido, graças sobretudo a sua própria tenacidade e a sua influência entre os veteranos, salvar boa parte de seu exército. Apesar disto, as perdas romanas foram pesadas; segundo Plutarco, foram mortos 20 000 legionários e 4 000 cavaleiros, dos quais metade não caiu em combate, mas por causa da fome ou da sede; outras fontes fornecem cifras ainda mais elevadas. Autores modernos calcularam que cerca de 37% dos romanos morreram. Marco Antônio e suas legiões veteranas haviam derrotado os partas em pelo menos dezoito batalhas diferentes, mas não conseguiram, principalmente pela falta de uma cavalaria, uma vitória conclusiva. Além disto, os romanos completaram com sucesso uma difícil retirada durante vinte e sete dias, da fortaleza de Fraaspa até a fronteira da Armênia.
Marco Antônio conseguiu minimizar sua derrota e enviou ao Senado Romano um relato adocicado da campanha, no qual apresentava de modo favorável o andamento das operações; em Roma, porém, não faltaram rumores sobre uma derrota e a propaganda de Otaviano, o adversário de Marco Antônio, aproveitou para aumentar a magnitude do fracasso; alguns relatos de testemunhas oculares foram ouvidos em Roma, descrevendo em detalhes a tragédia, o que acentuou a gravidade da derrota de Marco Antônio.
Os historiadores modernos julgaram de modo mais equilibrado a campanha e o comportamento de Marco Antônio; o plano adotado, que retomava o projeto de Júlio César, era audacioso e estrategicamente sólido e Marco Antônio conduziu seu exército com habilidade e energia; seu comando durante a retirada de 500 quilômetros, em particular, foi considerado eficaz e decisivo para a salvação do exército romano. Na prática, seu maior erro foi não ter conseguido evitar a destruição da coluna da coluna de Ópio Estaciano com as armas de cerco. A culpa pelo colapso completo da campanha foi imputado pelos autores modernos em primeiro lugar à dificuldade intrínseca da campanha dada a força do exército parta, ao tamanho de seu Império e às longas distâncias que tinham que ser percorridas em território inimigo. Além disto, segundo Guglielmo Ferrero, a derrota foi sobretudo uma consequência do enfraquecimento progressivo de Roma e da pouca coesão interna da República; Marco Antônio foi obrigado a procurar dinheiro fora e teve que iniciar a invasão com uma situação política precária por causa da disputa com Otaviano. Por conta disto, ele foi obrigado a acelerar ao máximo a campanha para retornar rapidamente, não por causa de Cleópatra, como afirma Plutarco, mas pela necessidade de controlar pessoalmente a situação em casa e impedir o enfraquecimento de sua força política em Roma. Ferrero termina seu relato duvidando que o próprio Júlio César tivesse tido mais sucesso que Marco Antônio nessas mesmas circunstâncias.
Depois desta campanha, Marco Antônio invadiu e capturou a Armênia entre 35 e 34 a.C., o que serviu de prelúdio para a guerra civil que ele travaria com Otaviano a partir de 33 a.C..